# Ginásio Municipal Tancredo Neves
A Arena Multiuso Presidente Tancredo Neves, ou "Ginásio Sabiazinho" é um ginásio multiuso localizado no bairro Tibery, na Zona Leste de Uberlândia, no Triângulo Mineiro, Minas Gerais, Brasil. 
O ginásio foi inaugurado no ano de 2007 durante o JEMU (Jogos Escolares Municipais de Uberlândia), porém seu primeiro evento foi a partida final da Liga Nacional de Voleibol no mesmo ano. 
O ginásio faz parte do Complexo Municipal Virgílio Galassi, situado no complexo esportivo do parque municipal ao lado do Estádio Parque do Sabiá. O ginásio é considerado um dos mais modernos ginásios do país e já sediou diversos eventos, sejam esportivos ou culturais.

## Estrutura
Seguindo o modelo das grandes cidades brasileiras que possuem Complexos Esportivos constituídos de um Estádio Multiuso e de um Ginásio Poliesportivo, lado a lado, como Rio de Janeiro/RJ (Maracanã-Maracananzinho), Belo Horizonte/MG (Mineirão-Mineirinho) e Manaus/AM (Vivaldão-Vivaldinho), a cidade de Uberlândia no Triângulo Mineiro também conta com o seu Complexo Esportivo (Parque do Sabiá-Sabiazinho).
O Ginásio Sabiazinho tem uma área total de 35 mil metros quadrados, com área construída de 10.5 mil metros quadrados. Com investimentos estimados em R$ 12 milhões a construção abriga:
- quadra poliesportiva
- arquibancada para 8 mil pessoas
- tribuna de honra
- sala de imprensa
- bares e lanchonetes
- sanitários
- alojamentos e vestiários
- departamento médico
- almoxarifado
- setor administrativo
- academia
- salas de aula e espaços para exposições e atendimento às crianças e às pessoas da terceira idade [1]

O Ginásio Sabiazinho faz parte do "Complexo Parque do Sabiá" que teve início em 1982 com a construção do Estádio Parque do Sabiá que é um estádio multiuso. Ele é atualmente mais usado para jogos de futebol, e é o maior estádio do interior de Minas Gerais e do Brasil com capacidade de 53.350 espectadores e pertencente a prefeitura.

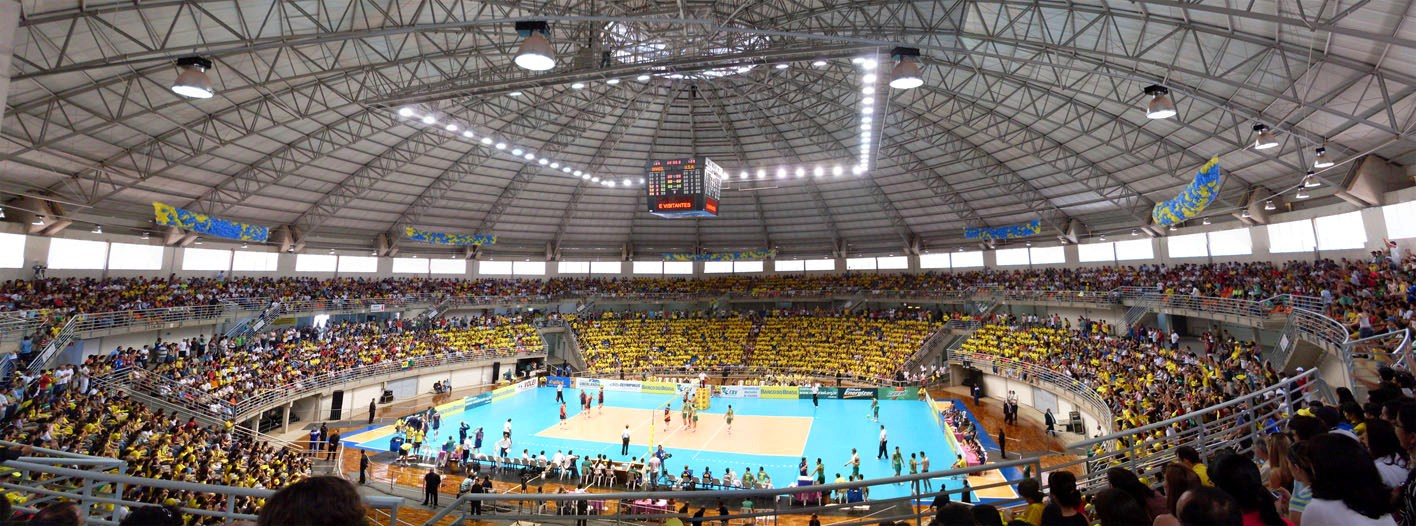
Arena Tancredo Neves, durante jogo amistoso da Seleção Brasileira de Volei contra os Estados Unidos, no dia 25/09/2009.

## Eventos Esportivos

### Nacionais
- Os jogos da fase final da Liga Nacional de Vôlei Feminino e Masculino 2007 foram realizados no Ginásio Sabiazinho, entre os dias 4 e 9 de setembro de 2007.
- Sediou eventos esportivos da 23ª edição dos Jogos do Interior de Minas Gerais-Jimi.
- Disputa da Superliga de Futsal Masculino, entre os dias 11 e 17 de fevereiro de 2008, competição disputada pelos campeões e vice-campeões das ligas regionais e nacionais de futsal.
- Sediou jogos do Orlândia pela semifinal e final da Liga Futsal de 2014. [2]

### Internacionais
- Disputa entre Brasil e Bulgária, pelo mundial de voleibol, nos dias 04 e 05 de Junho de 2010.
- Sediou o Campeonato Mundial de Voleibol Masculino Sub-23 de 2013, onde o Brasil se sagrou campeão. [3]
- Recebeu um evento do UFC em 2014 com o card principal sendo a luta de Shogun vs St. Preux. [4]
- Recebeu em 2015 ao lado de Uberaba, jogos do Campeonato Mundial Júnior de Handebol Masculino de 2015, inclusive a final entre Dinamarca e França.
- Centro de Treinamento dos Jogos Olímpicos de Verão de 2016 a ser realizado no Rio de Janeiro, recebendo a delegação da República da Irlanda e da Bélgica.[5]

## Endereço do Sabiazinho
- Avenida Anselmo Alves dos Santos (ao lado do Estádio Parque do Sabiá, quase no final da avenida), próximo a Rua João Balbino - Bairro Santa Mônica - Uberlândia, MG.